# Книћанин
Книћанин (мађ. Rezsőháza) је насеље града Зрењанина у Средњобанатском округу. Према попису из 2022. било је 1384 становника.

## Положај
Налази се на левој обали Тисе. У непосредној близини се река Бегеј улива у Тису, а на само 5 км од Книћанина се Тиса улива у Дунав.

## Историја
Место су населиле Швабе из околине Великог Бечкерека 1865-1866. године. Добило је име по аустријском престолонаследнику Рудолфу, Рудолфсгнад. Село Рудолфсгнад је насељено са 335 породица из Немачке Ечке и Жигмондфалве. Свакој породици је дато по 18 кј. ако испуне тражене услове. Раздељено је укупно 7.010 кј. земље; додељено 7.266 кј. по цени 20 ф. по јутру. Подигнуто је ново колонистичко насеље уз Дунав, у граничарским ритовима више банатских села. Тако су на пример приликом насељавања Рудолфсгнада 1866. одузети селу Орловату, потеси делимично или потпуно: Хртова бара, Мали Кулпин, Оћошка бара, Рашковита греда, Рашковита бара и Суботин вок.

### Поплаве
Високе воде Дунава су два пута изазивале катастрофалне поплаве током којих је страдало место, а становништво избегло. Већ 1867. године поплавио је Дунав Рит, и настала велика материјална штета. Наредне, 1868. године Рудолфсгнадска општина је помоћу суседних општина Перлеза и Орловата, основала „Фонд за реконструкцију рудолфсгнадских насипа“. Удруженим снагама Немци и Срби су успешно још исте године поправили насип. Насип је по плану требало да се изгради од 66.764 кубних хвати земље.
Друга несрећа је уследила крајем тог 19. века. 31. марта 1895. године Дунав је опет поплавио рит, била је то највећа дотадања поплава. Проваљен је бедем у орловатском Риту, од стране потока Караша. "Стока је целе те године гладовала и у бесцење продавана, немајући паше. Насеобина Рудолфсгнад беше сасвим срушена" - записао је један српски свештеник.
У петак, последњег дана марта у 14 сати, између Тамиша и Дунава провалила вода насип у Риту, поред Ченте тако Караш тако ченћански, орловатски, перлески и рудолфсгнадски рит поплавила и само село Рудолфсгнад са 17.000 ланаца лепе плодне земље. У суботу ујутро у 7 сати, ветар је и оближњу Тителску ћуприју на Тиси раскинуо. Бежали су пред воденом немани Немци из Рудолфсгнада у оближњи Перлез. "Туга им се голема видела у очима и свему другом, јер су штете велике; марва је преко воде бежала спасавајући се. Многи Перлежан, Орловаћанин, Рудолфсгнађанин као и неки Ченћани, ће јако посрнути, јер им је вода усеве уништила, за које су они скупе новце дали по ланцу-годишње (20-25 ф) закупа". Писала је новосадска "Застава" о поплави: "Велику кривицу за штету и невоље народа од поплаве, сносио је чувени солгабиров (срески начелник) Бакаловић Аугуст. Он је ту био додељен, да одржава ред и мир међу људима, који насип граде и чувају. Он је тих неколико недеља колико је овде био у риту, био настањен поред насипа, где је смештена машина, која воду из горњег атара избацује. Поред њега десила се та велика поплава јер није реаговао на упозорења да је насип оштећен. Када је народ Рудолфсгнада почео да се спрема да бежи са нужним стварима, солга је послао жандаре да их спречи. Људе је насилно задржао, било је насиља од стране жандара. А кад је вода поплавила, јадни народ је избегао у највећој брзини, без да је стигао да ишта понесе и спасе. Тако је остао и го и бос, без игде ичега, захваљујући солги..."

### Водна задруга
"Рудолфсгнадско поплавно-одбрамбено и унутарводно одводњавајуће друштво" (задруга) основано је 1895. године са седиштем у Перлезу. Било је то урађено по Закону о водном праву за бившу Угарску - 23.08.1895. Његов циљ је борба против поплава Тисе и Дунава. Било је на тај начин заштићено 14.031 кј. 875 кв. хв. земље, и исто толико канализовано. Изграђено је ускоро 26 км насипа. Принудност чланства у водној задрузи се подразумевала; сви поседници земљишта која леже на њеној територији, сачињавају једну задругу
Сви власници земље су плаћали водни допринос, а из тих средстава су финансирани радници на одржавању насипа и канала. Радници су три пута годишње косили траву под водом у каналима. Чуварнице за чување насипа саграђени су код Рудолфсгнада и Ченте, а у њима су становали чувари-надзорници насипа. Ови су водили рачуна о одржавању насипа и водостају. Поред чуварница су били магацини за алат. Други Дунавски залив се простире на ритове од Перлеза до Ченте. Повод за формирање задруге је била велика поплава Дунава те 1895. године. Од 1922. године задруга се звала „Книћанска“.

### Книћанин
Село је добило име по војводи Стевану Книћанину, који је био вођа српских добровољаца током револуције у Српској Војводини 1848/1849. године. Било је то августа 1924. године, решењем Министарства унутрашњих дела Краљевине СХС.
Пре Другог светског рата село је имало око 3000 становника, углавном Немаца. После рата су партизани село користили као концентрациони логор за Немце. Данас у селу постоји споменик жртвама над масовном гробницом, који је подигнут заједничком акцијом Срба и Немаца.

## Демографија
У насељу Книћанин живи 1610 пунолетних становника, а просечна старост становништва износи 39,2 година (38,4 код мушкараца и 39,9 код жена). У насељу има 671 домаћинство, а просечан број чланова по домаћинству је 3,03.
Ово насеље је великим делом насељено Србима (према попису из 2002. године), а у последња три пописа, примећен је пад у броју становника.
|  |

| Демографија | Демографија | Демографија |
| Година      | Становника  | Становника  |
| ----------- | ----------- | ----------- |
| 1948.       | 5.977       |             |
| 1953.       | 1.802       |             |
| 1961.       | 2.169       |             |
| 1971.       | 2.251       |             |
| 1981.       | 2.226       |             |
| 1991.       | 2.227       | 2.135       |
| 2002.       | 2.034       | 2.104       |

| Етнички састав према попису из 2002.‍ | Етнички састав према попису из 2002.‍ | Етнички састав према попису из 2002.‍ | Етнички састав према попису из 2002.‍ | Етнички састав према попису из 2002.‍ |
| ------------------------------------ | ------------------------------------ | ------------------------------------ | ------------------------------------ | ------------------------------------ |
|                                      |                                      |                                      |                                      |                                      |
| Срби                                 | Срби                                 |                                      | 1.981                                | 97,39%                               |
| Мађари                               | Мађари                               |                                      | 17                                   | 0,83%                                |
| Југословени                          | Југословени                          |                                      | 9                                    | 0,44%                                |
| Словаци                              | Словаци                              |                                      | 4                                    | 0,19%                                |
| Хрвати                               | Хрвати                               |                                      | 3                                    | 0,14%                                |
| Немци                                | Немци                                |                                      | 2                                    | 0,09%                                |
| Муслимани                            | Муслимани                            |                                      | 2                                    | 0,09%                                |
| Македонци                            | Македонци                            |                                      | 2                                    | 0,09%                                |
| Црногорци                            | Црногорци                            |                                      | 1                                    | 0,04%                                |
| Украјинци                            | Украјинци                            |                                      | 1                                    | 0,04%                                |
| Словенци                             | Словенци                             |                                      | 1                                    | 0,04%                                |
| Руси                                 | Руси                                 |                                      | 1                                    | 0,04%                                |
| Бугари                               | Бугари                               |                                      | 1                                    | 0,04%                                |
| Албанци                              | Албанци                              |                                      | 1                                    | 0,04%                                |
| непознато                            | непознато                            |                                      | 0                                    | 0,0%                                 |

| Година пописа     | 1948. | 1953. | 1961. | 1971. | 1981. | 1991. | 2002. |
| ----------------- | ----- | ----- | ----- | ----- | ----- | ----- | ----- |
| Број домаћинстава | 1.987 | 492   | 488   | 546   | 615   | 718   | 671   |

| Број чланова      | 1   | 2   | 3   | 4   | 5  | 6  | 7 | 8 | 9 | 10 и више | Просек |
| ----------------- | --- | --- | --- | --- | -- | -- | - | - | - | --------- | ------ |
| Број домаћинстава | 121 | 179 | 107 | 149 | 69 | 35 | 6 | 4 | 1 | 0         | 3,03   |

| Пол    | Укупно | Неожењен/Неудата | Ожењен/Удата | Удовац/Удовица | Разведен/Разведена | Непознато |
| ------ | ------ | ---------------- | ------------ | -------------- | ------------------ | --------- |
| Мушки  | 852    | 263              | 529          | 44             | 16                 | 0         |
| Женски | 844    | 158              | 533          | 140            | 13                 | 0         |
| УКУПНО | 1.696  | 421              | 1.062        | 184            | 29                 | 0         |

| Пол    | Укупно                    | Пољопривреда, лов и шумарство | Рибарство                            | Вађење руде и камена | Прерађивачка индустрија       |
| ------ | ------------------------- | ----------------------------- | ------------------------------------ | -------------------- | ----------------------------- |
| Мушки  | 461                       | 140                           | 1                                    | 1                    | 75                            |
| Женски | 154                       | 74                            | 0                                    | 0                    | 24                            |
| УКУПНО | 615                       | 214                           | 1                                    | 1                    | 99                            |
| Пол    | Производња и снабдевање   | Грађевинарство                | Трговина                             | Хотели и ресторани   | Саобраћај, складиштење и везе |
| Мушки  | 2                         | 104                           | 8                                    | 0                    | 80                            |
| Женски | 0                         | 3                             | 24                                   | 4                    | 2                             |
| УКУПНО | 2                         | 107                           | 32                                   | 4                    | 82                            |
| Пол    | Финансијско посредовање   | Некретнине                    | Државна управа и одбрана             | Образовање           | Здравствени и социјални рад   |
| Мушки  | 0                         | 2                             | 28                                   | 3                    | 5                             |
| Женски | 0                         | 0                             | 3                                    | 12                   | 7                             |
| УКУПНО | 0                         | 2                             | 31                                   | 15                   | 12                            |
| Пол    | Остале услужне активности | Приватна домаћинства          | Екстериторијалне организације и тела | Непознато            | Непознато                     |
| Мушки  | 2                         | 0                             | 0                                    | 10                   | 10                            |
| Женски | 1                         | 0                             | 0                                    | 0                    | 0                             |
| УКУПНО | 3                         | 0                             | 0                                    | 10                   | 10                            |